# Cava de' Tirreni
Cava de' Tirreni est une ville de 52 645 habitants (2019), de la province de Salerne, située au centre de la région Campanie en Italie.

## Historique
En 1656, l'épidémie de peste aurait été stoppée à la suite d'une procession du Saint-Sacrement dans la ville, ce qui est considéré comme un miracle eucharistique.

## Géographie
La ville de Cava de' Tirreni est proche de la mer Tyrrhénienne, à 5 km dans l'arrière-pays de la côte amalfitaine, dont elle représente la porte nord. L'agglomération s'étend dans la vallée formée par les monts Lattari à l'ouest, qui la séparent de la côte et les monts Picentini (it) à l'est. Les collines qui entourent le centre-ville sont des frazioni de la commune, qui sont les lieux de résidence de nombreux habitants.
Cava de' Tirreni est limitrophe au nord des communes de Nocera Superiore, Roccapiemonte et Mercato San Severino, à l'est de Baronissi, Pellezzano et Salerno, au sud de Vietri sul Mare et Maiori, enfin à l'ouest de Tramonti. La ville sert de charnière entre la zone géographique de l'Agro nocerino sarnese (it) (morphologie plate et économie agricole et industrielle) et celle de la péninsule sorrentine-amalfitaine (morphologie montagneuse et économie touristique).
La vallée de Cava de' Tirreni (198 m au-dessus du niveau de la mer) sépare, donc, deux groupes montagneux : à l'est les monts Picentini, principalement dolomitiques (Monte Caruso, Monte Sant'Adiutore, Monte Castello, Monte Stella, Monte San Liberatore et Colle Croce), et à l'ouest les monts Lattari, principalement carbonatés (Monte Finestra, Monte Sant'Angelo, Monte San Martino et Monte Crocella). Le sommet le plus haut est constitué du Monte Finestra (it), 1 138 mètres.

Panorama sur la ville de Cava de' Tirreni depuis le Monte S. Liberatore.

### Communes limitrophes
Baronissi, Maiori, Mercato San Severino, Nocera Superiore, Pellezzano, Roccapiemonte, Salerne, Tramonti, Vietri sul Mare

### Hameaux
La commune comprend les hameaux suivants :
Annunziata, Alessia, Badia di Cava, San Cesareo, Castagneto, Dupino, Maddalena, Marini, Li Curti, Passiano, Pianesi, Pregiato, Rotolo, Sant'Arcangelo, San Lorenzo, Santa Lucia, San Nicola, Santa Maria del Rovo, San Pietro, Santi Quaranta.

## Climat
Le climat est typiquement méditerranéen, caractérisé par des hivers doux et des étés faibles en précipitations. Cependant, à cause des montagnes qui l'entourent, le territoire est plutôt protégé des vents, et plus fréquemment frappé par les pluies, par rapport à la côte voisine.

## Économie
L'économie de la ville se compose des secteurs suivants.

### Commerce
Cava est une petite ville adonnée principalement au commerce : il y a de nombreux magasins de qualité, spécialement dans le domaine de l'habillement, sous les arcades du centre historique. La vocation commerciale de Cava remonte aux XIVe et XVe siècles.

### Agriculture
Jusqu'aux années 1980, la ville, et particulièrement ses hameaux, avait une vocation principalement agricole et d'élevage : le climat doux de la vallée favorisait les récoltes, et on y cultivait en particulier des légumes, des brocolis et de la laitue. Les vergers et les vignobles y étaient également très présents. Mais la production principale était le tabac, liée aux deux usines du monopole d'État présents dans la ville, l'une pour la production de cigares (Manifattura Tabacchi), l'autre destinée à la récolte et à la première transformation du tabac (Agenzia Tabacchi).
Actuellement il est encore cultivé sous une forme très réduite, sur les parcelles de terrain familiales, de petites quantités de tabac, ainsi que le maïs et les légumes pour la consommation personnelle. Les surplus sont vendus au marché local ou dans les villes voisines de Vietri et Nocera Inferiore.
L'élevage est également peu important : c'est seulement dans quelques hameaux ruraux qu'existe encore l'habitude traditionnelle d'avoir un ou deux cochons ou bovins, ou de la volaille, pour la consommation familiale ; a disparu aussi l'ancienne coutume paysanne de proposer dans la rue son taureau pour la monte en échange d'un peu d'argent.

#### Coupe du bois
L'activité de la coupe de bois est assez répandue. La vallée abonde surtout en acacias (en dialecte i' pungient) et châtaigniers : outre le bois à brûler, on tire aussi des troncs du charbon de bois, par la technique du catuozzo.

### Artisanat
C'est autour du quartier Borgo Scacciaventi que se déploie depuis des siècles l'artisanat de Cava : objets en cuir, produits en cuivre et en fer, et surtout la céramique, qui est considérée comme la reine de l'artisanat de Cava.

### Industrie
Une zone industrielle est en activité à Cava à la limite de Nocera Superiore, où se trouvent des industries du domaine de la transformation alimentaire (en particulier mise en boîte des aliments), de la mécanique, du textile, des meubles, et du tabac.
Cava a en outre, avec Vietri sul Mare, une longue tradition de travail de la céramique.

## Galerie photographique

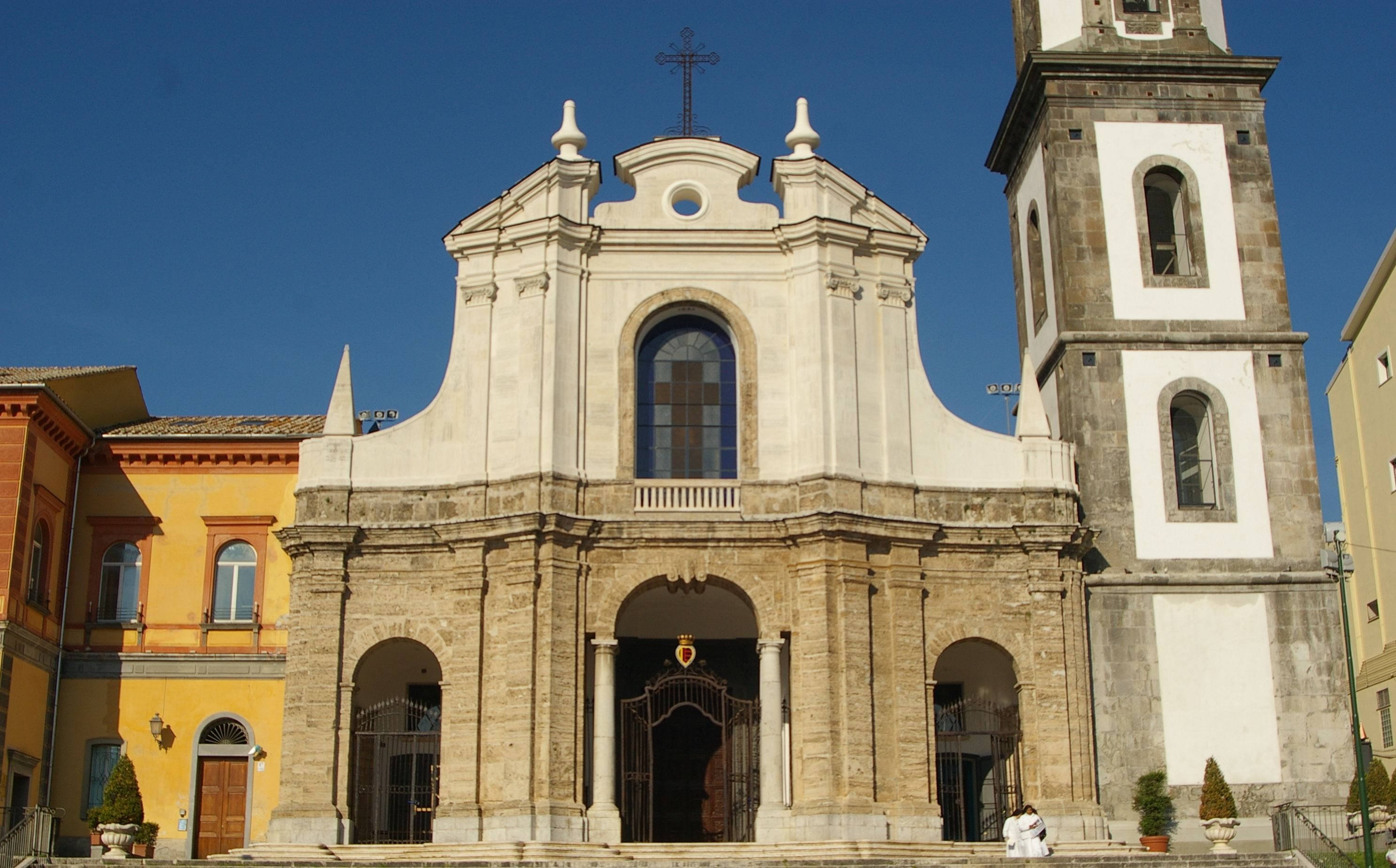
Façade du sanctuaire de San Francesco e Sant' Antonio.
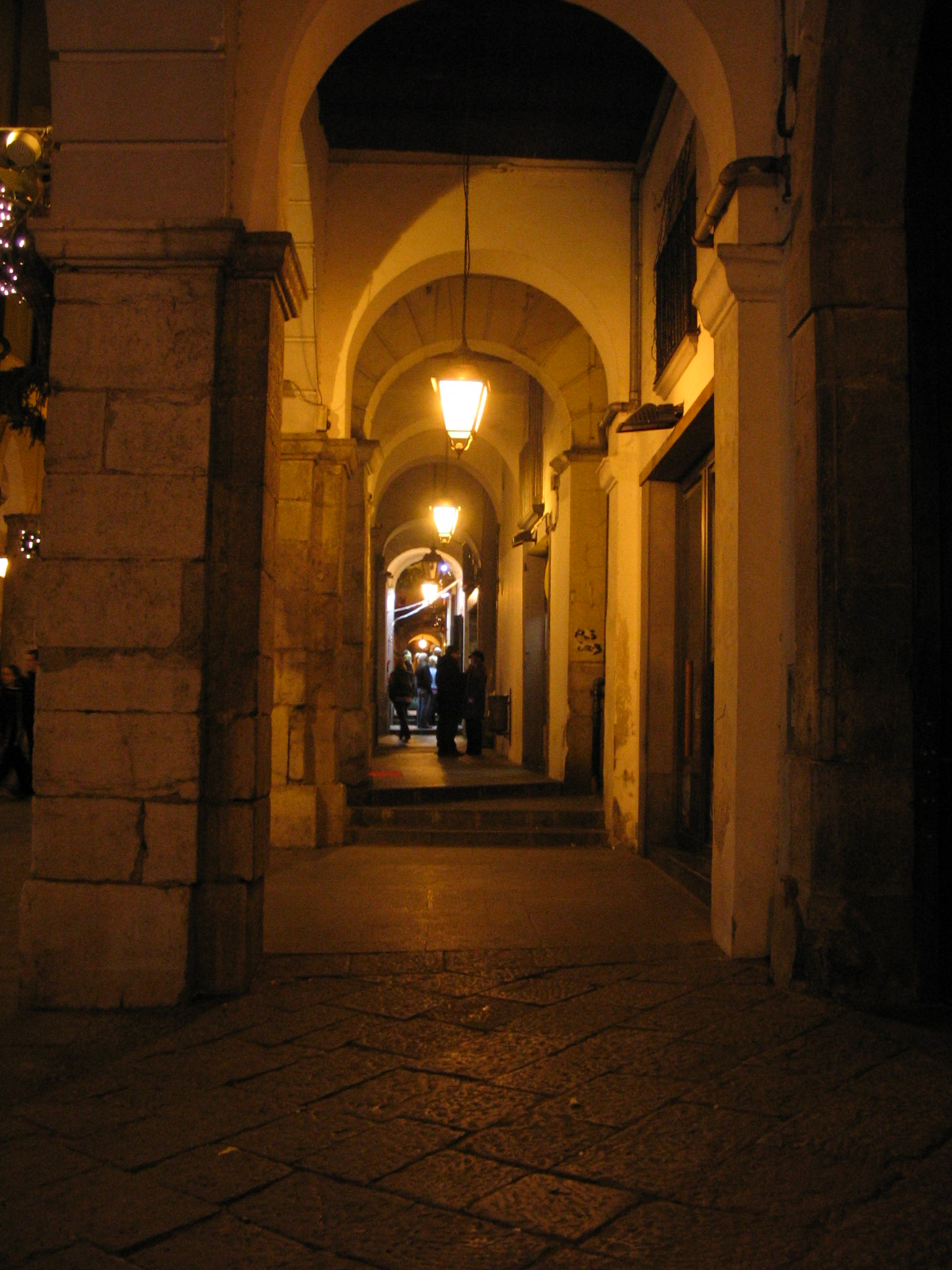
Les arcades du quartier central Borgo Scacciaventi.
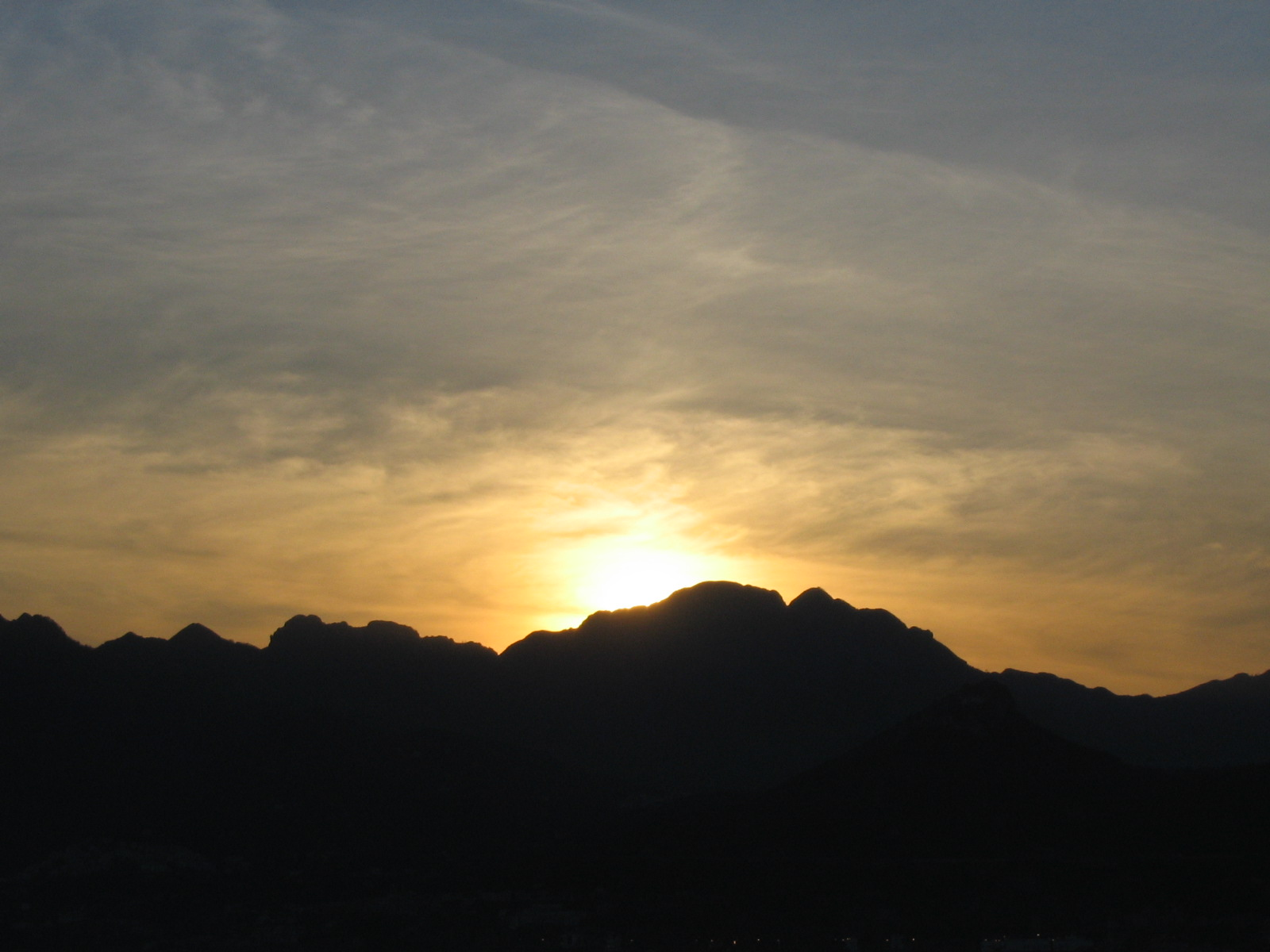
Coucher de soleil sur le mont Finestra.
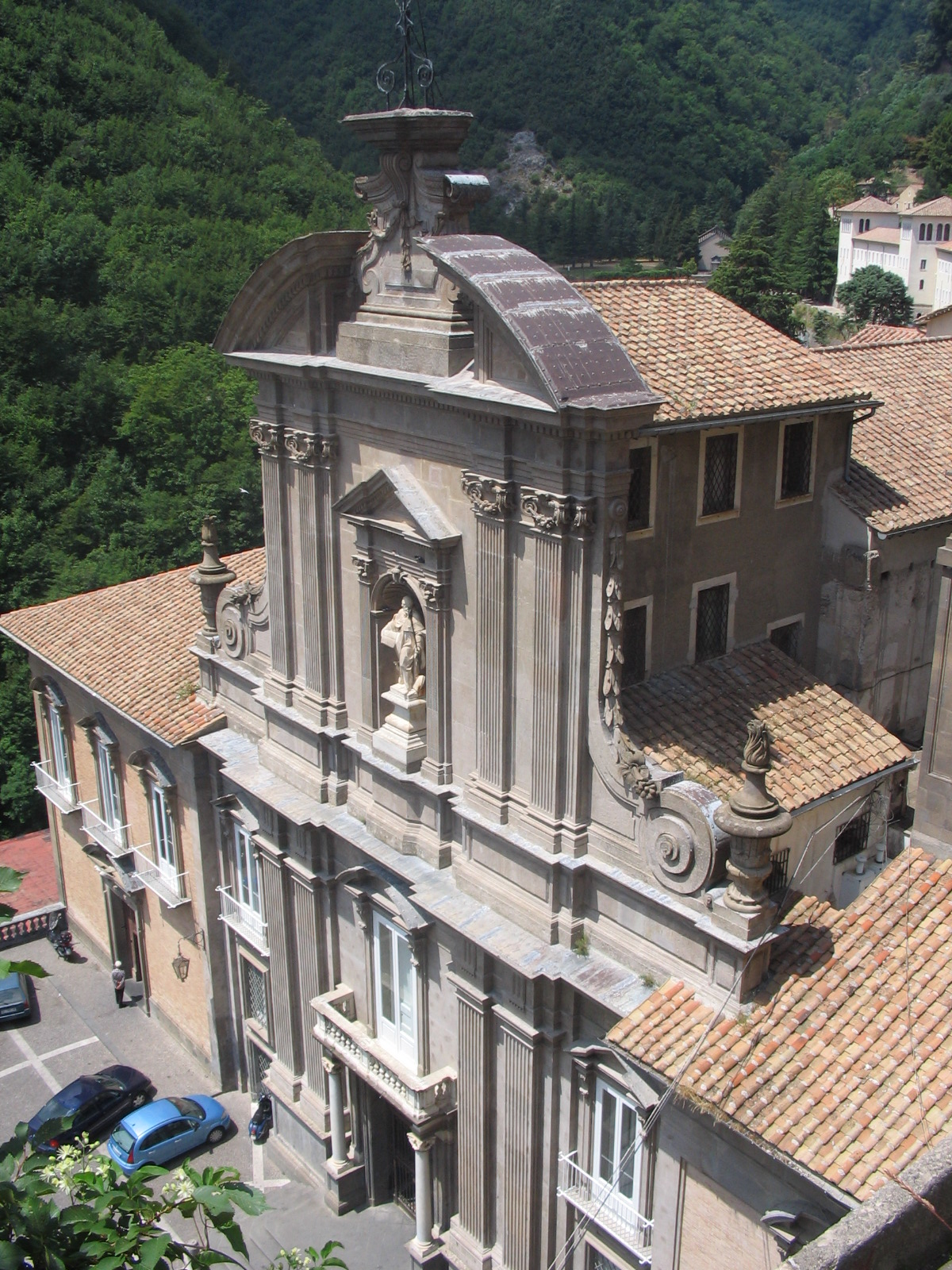
L'abbaye bénédictine.
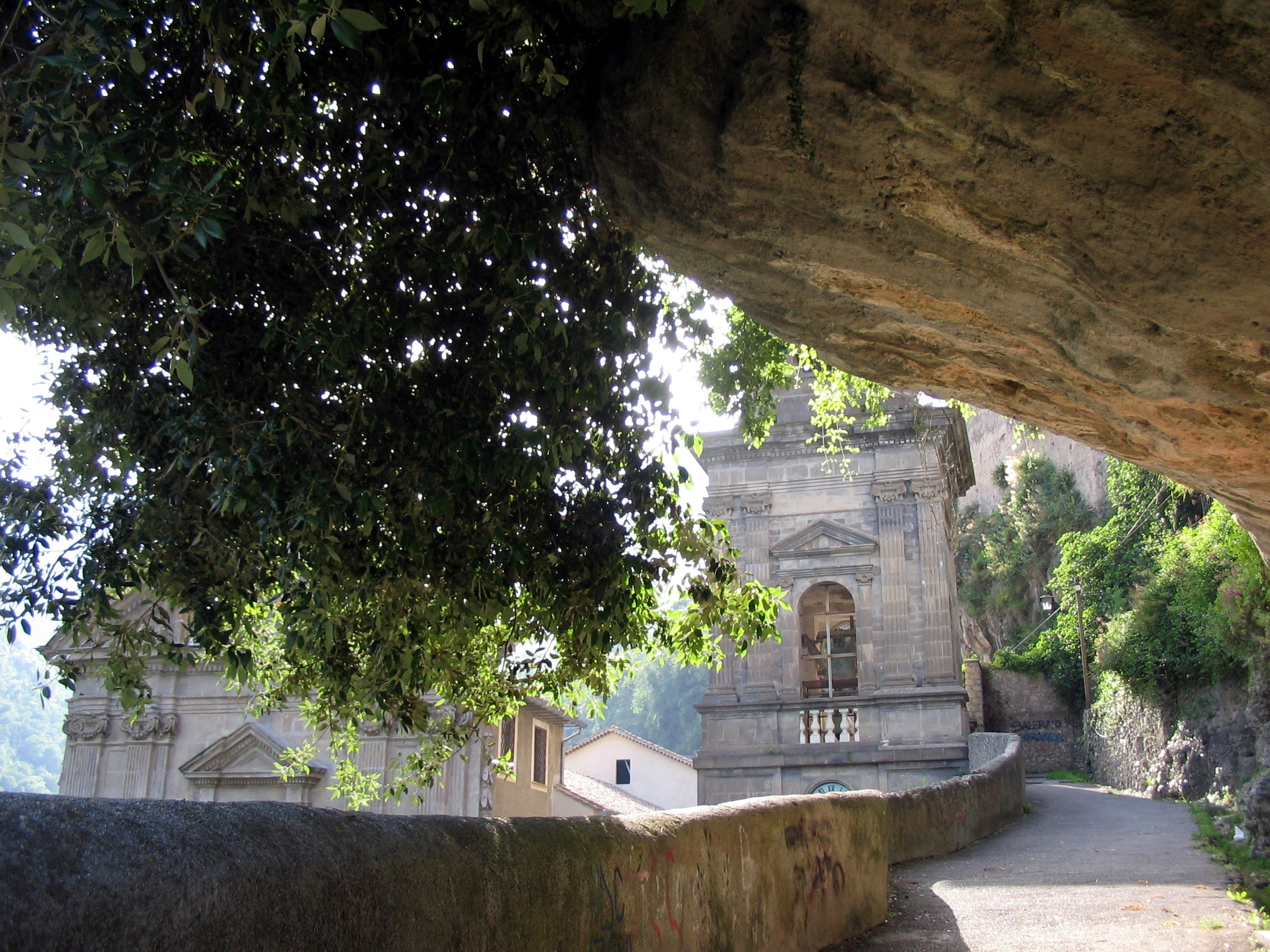
L'abbaye bénédictine.
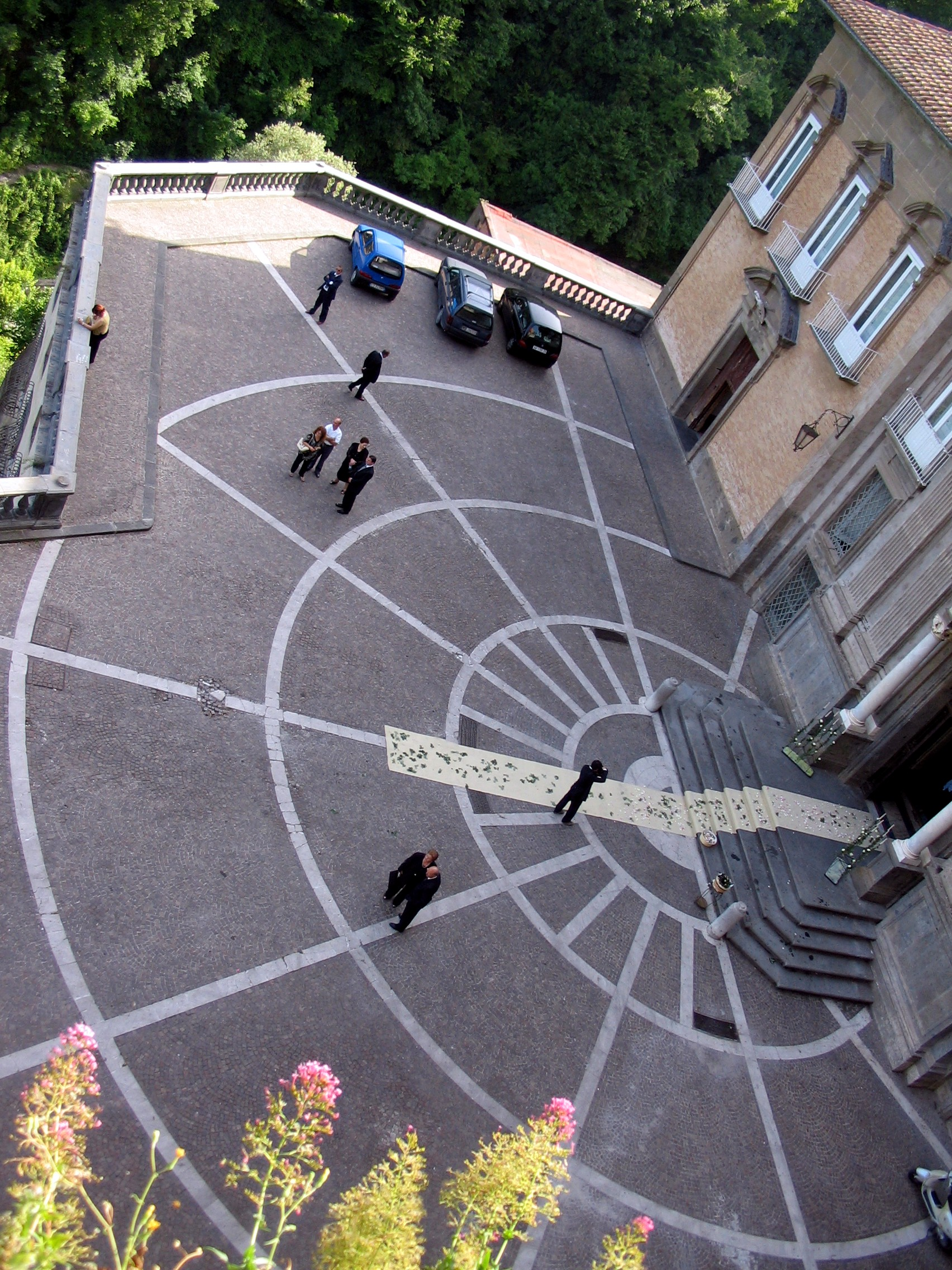
Le parvis de l'abbaye bénédictine.
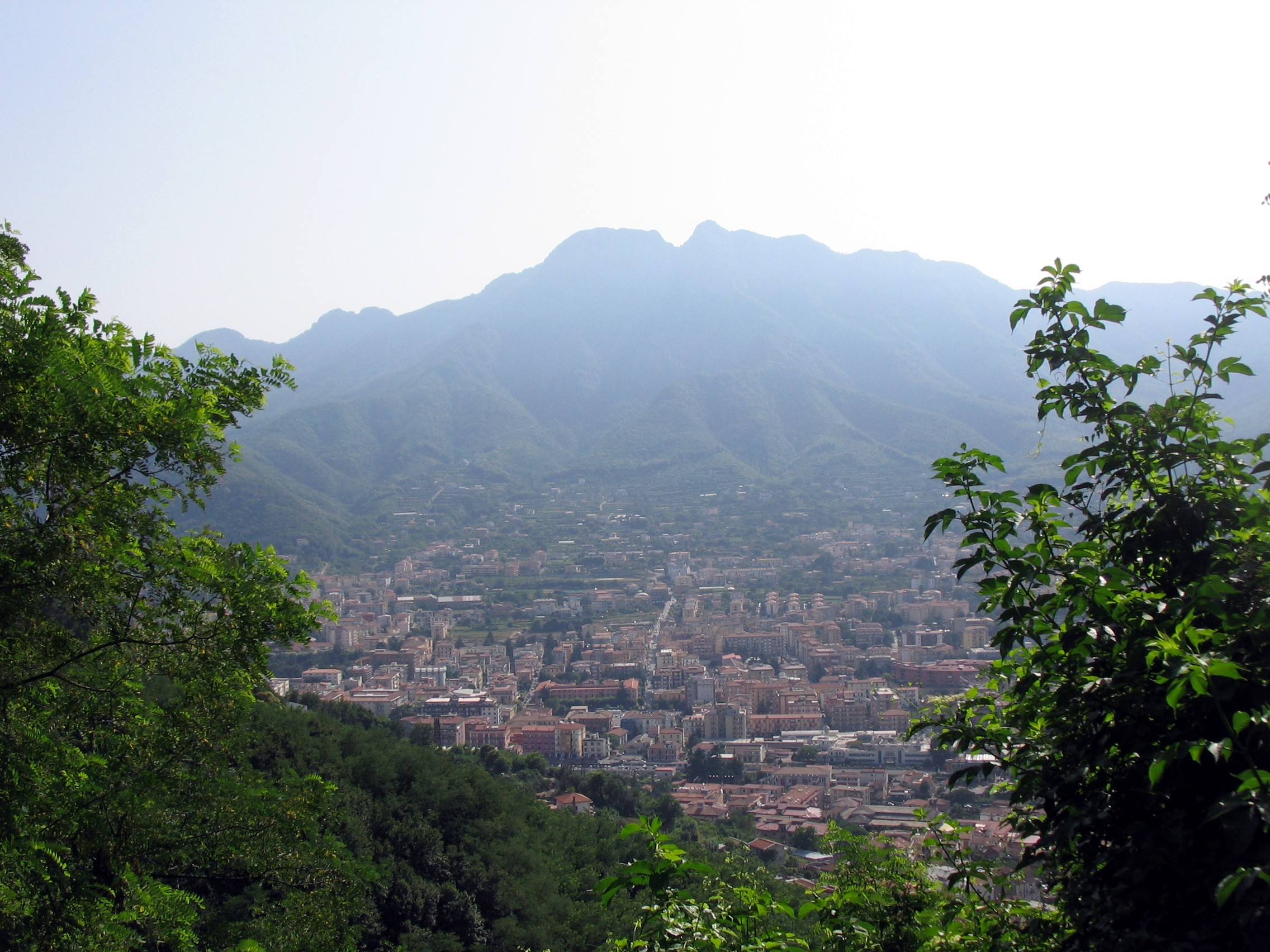
Panorama depuis La Serra.
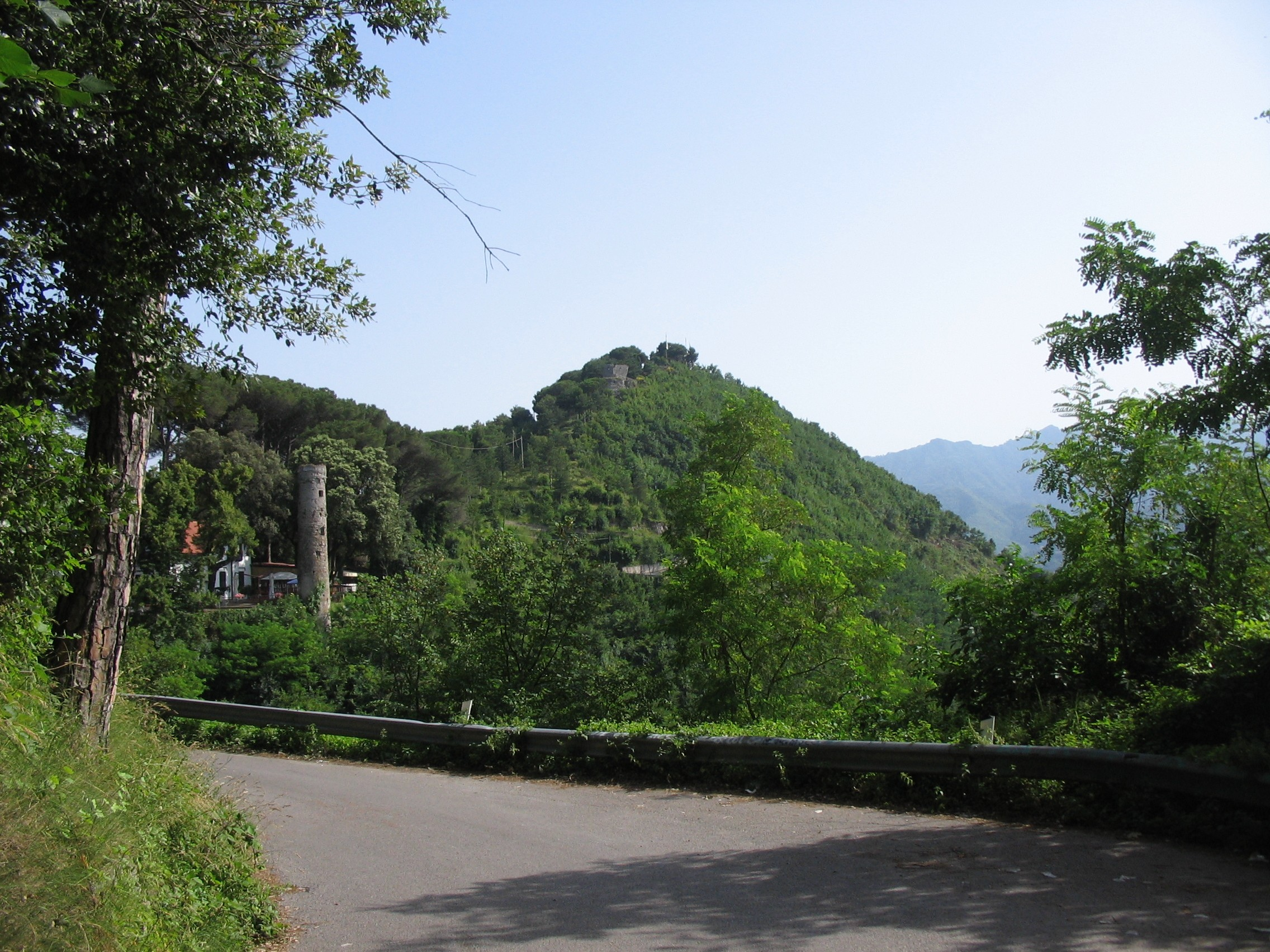
Le mont Castello.
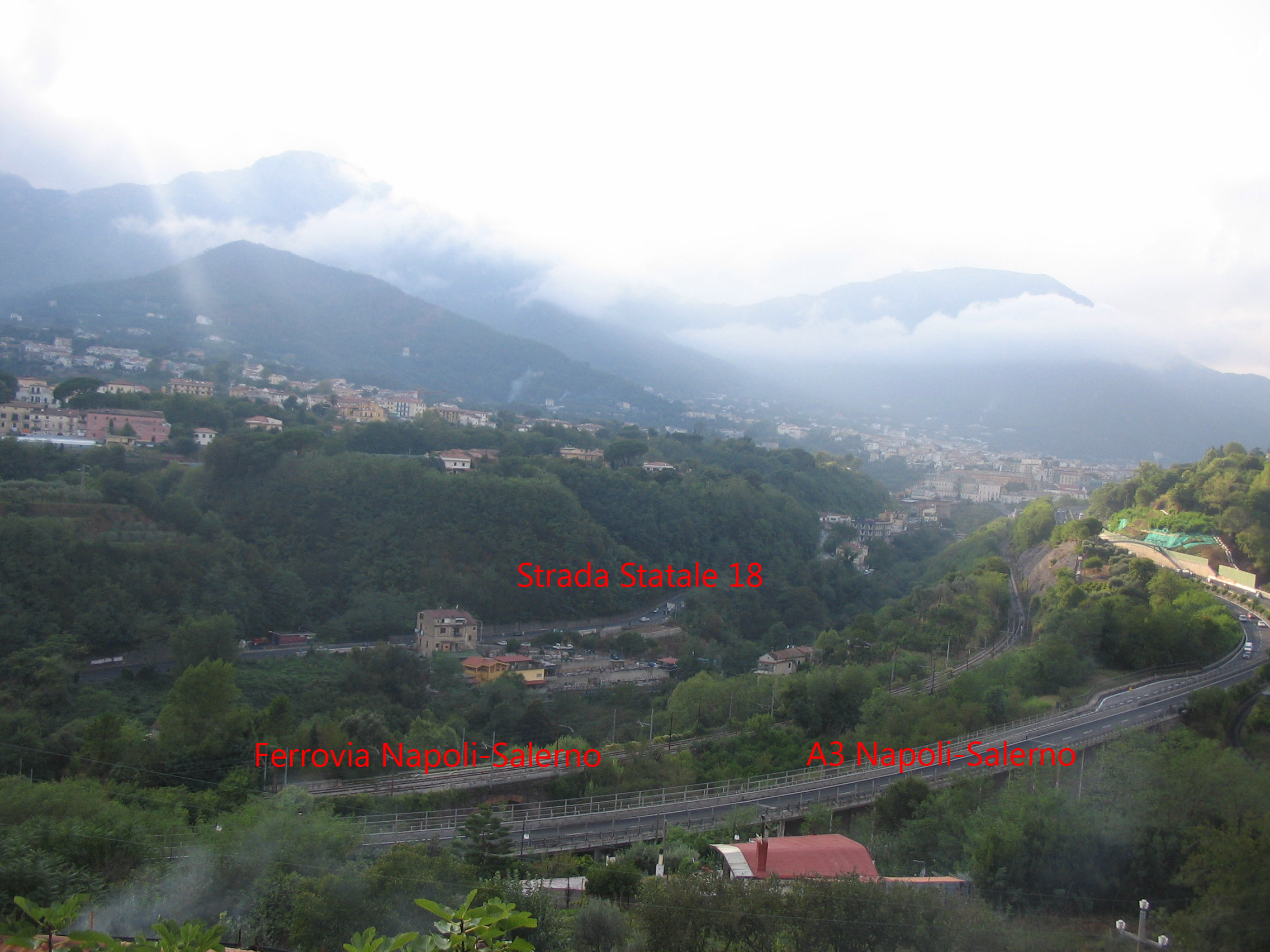
Panorama de la zone sud (vers Salerne).
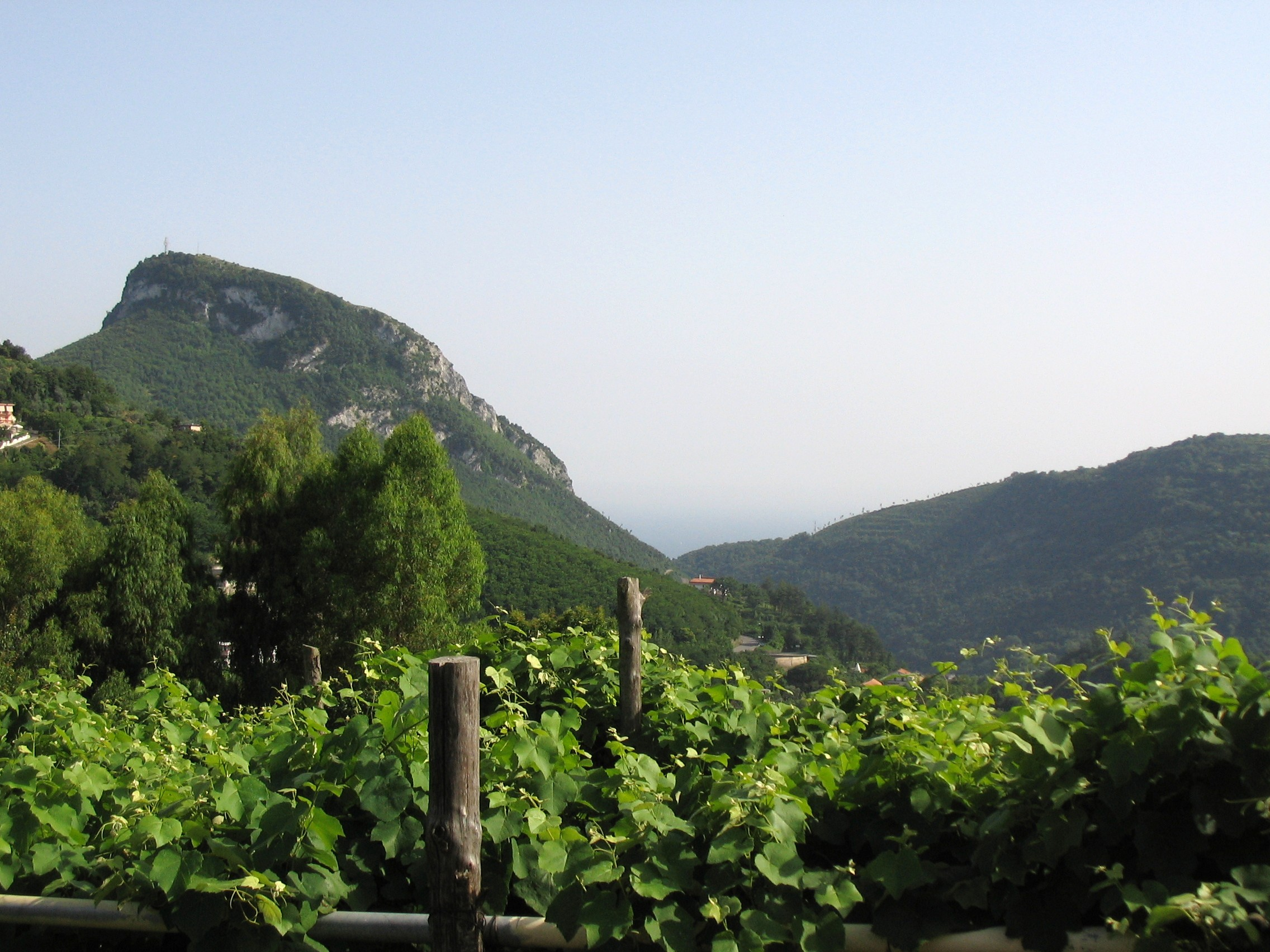
Panorama depuis Dupino (le mont San Liberatore, on aperçoit la mer Tyrrhénienne).
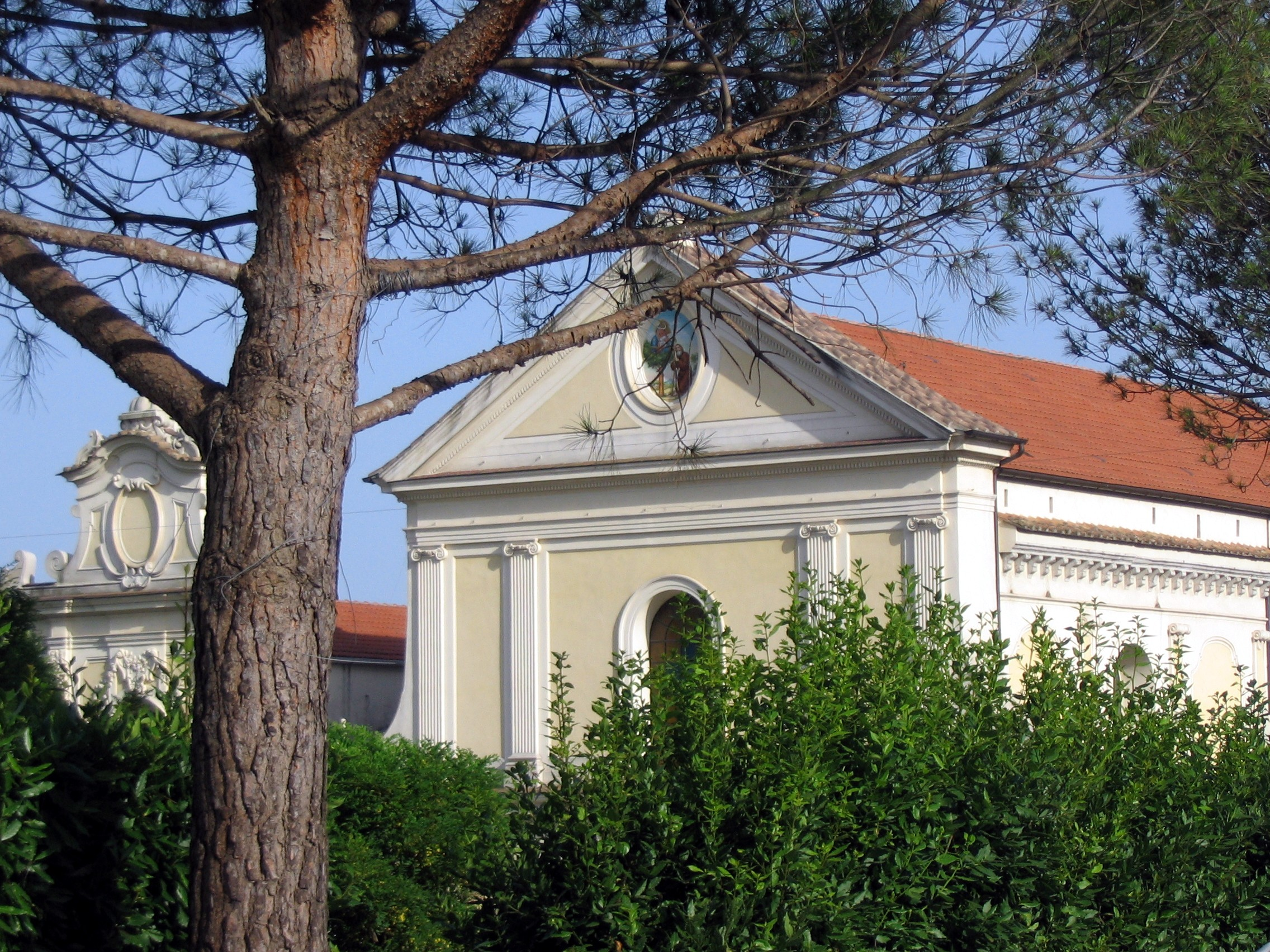
Église de la Madonna dell'Olmo.
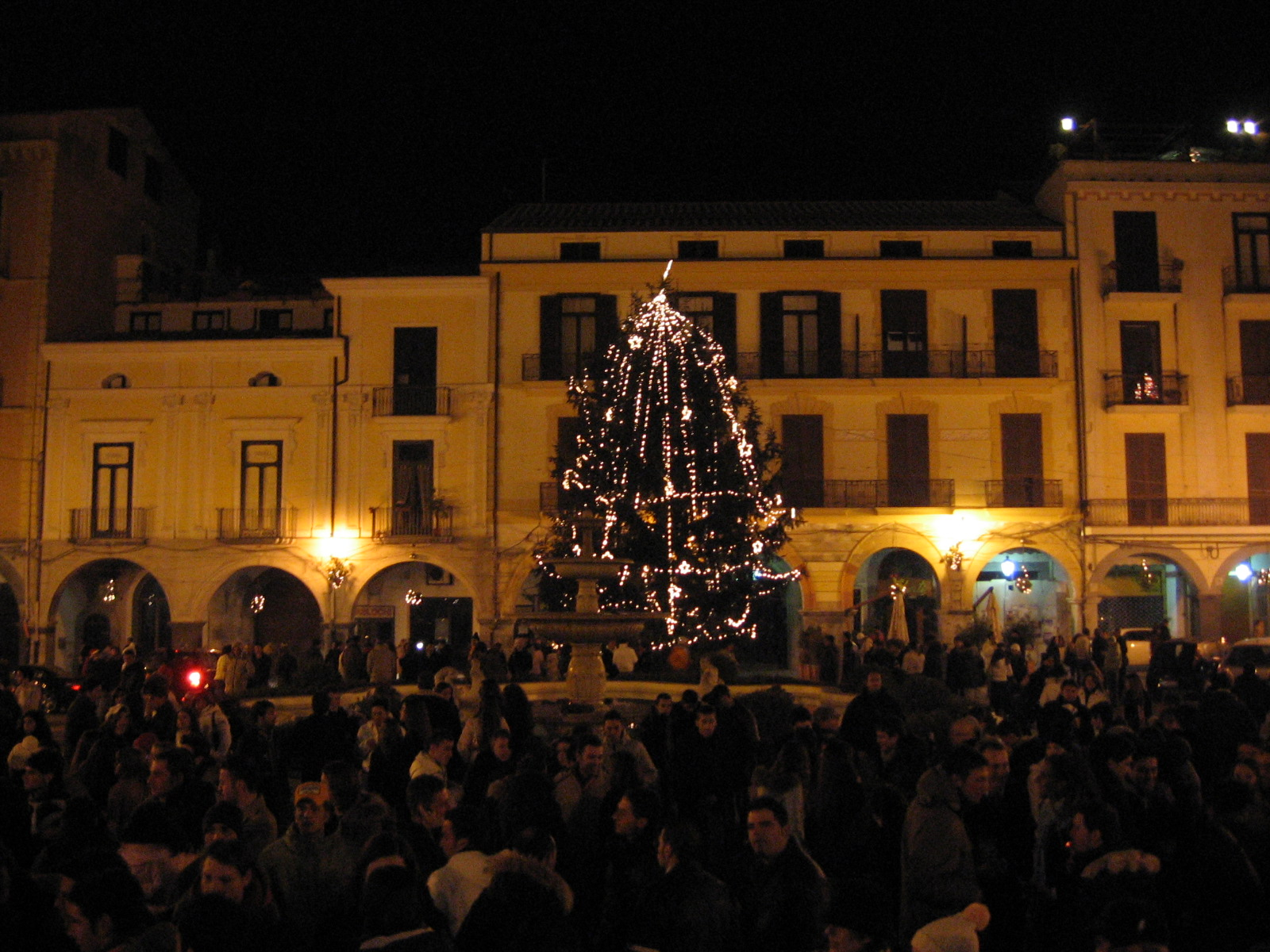
La Piazza Duomo (place de la cathédrale), à Noël.

## Administration
| Période                                  | Période  | Identité          | Étiquette                            | Qualité |
| ---------------------------------------- | -------- | ----------------- | ------------------------------------ | ------- |
| 15 juillet 2006                          |          | Luigi Gravagnuolo | Democrazia è Libertà - la Margherita |         |
| 29 mars 2010                             | En cours | Marco Galdi       | centre-droit                         |         |
| Les données manquantes sont à compléter. |          |                   |                                      |         |

## Jumelages
- Gorzów Wielkopolski (Pologne)
- Pittsfield (États-Unis)
- Kaunas (Lituanie)
- Schwerte (Allemagne)